# Classis Maastricht en de Landen van Overmaze
De Classis Maastricht en de Landen van Overmaze was het overlegorgaan van een deel der gemeenten van de Nederduits Gereformeerde Kerk (later Nederlandse Hervormde Kerk) binnen de Provinciale Synode Gelderland.
De classis omvatte 19 predikantsplaatsen: 5 in de stad Maastricht, 12 buiten de stad en 2 voor het garnizoen in Namen.
In de stad Maastricht:
- Maastricht: vijf predikantsplaatsen in twee kerken: de Vrijthofkerk (Sint-Janskerk) en de Houtmarktkerk (Sint-Matthiaskerk)

In het graafschap van de Vroenhof:
- Wolder

In het Land van Valkenburg:
- Valkenburg
- Heerlen
- Klimmen (1684 gecombineerd met Schimmert)
- Beek
- Geulle
- Meerssen
- Eijsden

In het Land van 's-Hertogenrade:
- Gulpen (1683 gecombineerd met Vijlen, 1760 tevens gecombineerd met Margraten)
- Vaals (2 predikantsplaatsen)

Gemeenten (kruisgemeenten) gelegen buiten het gebied van de Republiek:
- Aken
- Burtscheid
- Eupen

Garnizoenspredikanten:
- Vesting Namen (2 predikanten)

## Geschiedenis
De geschiedenis van de classis werd sterk bepaald door de politieke veranderingen rond Maastricht. In 1632 werd Maastricht door Staatse troepen veroverd op het Spaanse bewind in de zuidelijke Nederlanden. Hierdoor kregen de Staten-Generaal het Brabantse deel van het Maastrichtse bestuur in handen. Dit resulteerde in het aanstellen van een aantal gereformeerde predikanten. Bij het sluiten van de Vrede van Münster in 1648 waren er vier predikantsplaatsen. Verder was er sinds 1644 een predikantsplaats in Wolder, dat deel uitmaakte van het graafschap van de Vroenhof, een Brabants leen. 
Hoewel de grenzen nog niet waren vastgesteld, werden er predikantsplaatsen gevestigd in een aantal plaatsen: in Valkenburg (de hoofdstad van het Land van Valkenburg), in Herzogenrath (de hoofdstad van het Land van 's-Hertogenrade) en verder in Heerlen, Eijsden en Vaals. De predikant in Vaals moest Duitstalig zijn in verband met de daar gesproken taal. De predikant te Vaals was tevens predikant van de gemeente Aken. Ook werd er in Vaals een Franstalige predikant aangesteld, maar deze viel onder de Waalse Synode. Hetzelfde gold voor de predikanten in het graafschap Dalhem. 
In 1649 vond de eerste classicale vergadering plaats van de Classis Maastricht, de landen van Overmaze en het graafschap Vroenhoven. De classis bestond toen uit 11 predikanten. In 1651 werd de classis ingelijfd bij de Provinciale Synode Gelderland
Pas in 1661 werd het Partagetraktaat gesloten, de definitieve verdeling van de landen van Overmaze tussen de Republiek en Spanje. Omdat het stadje Herzogenrath aan Spanje werd afgestaan, werd de daar gevestigde predikantsplaats in 1663 verlegd naar Gulpen. In 1668 werden er predikantsplaatsen ingesteld in Meerssen en Geulle. Enige tijd later volgden Vijlen, Schimmert en Klimmen. In 1670 werd een vijfde predikantsplaats in Maastricht gevestigd. Hiermee waas het aantal predikanten op 18 gekomen.
De gereformeerde kerkelijke structuur werd in 1672 vernietigd tijdens de Franse bezetting, waar in 1678 door de Vrede van Nijmegen een eind aan kwam. Vanaf 1679 werd het classicale verband hersteld. Een aantal gemeenten werd gecombineerd onder één predikant: in 1683 Vijlen met Gulpen en in 1684 Schimmert met Meerssen. In 1704 werd de in het hertogdom Limburg gelegen kruisgemeente Eupen met de classis verbonden en in 1709 de kruisgemeente in het sticht Burtscheid. Ten slotte in 1726 de garnizoenspredikanten van de Staatse bezetting van de vesting Namen.